# Stichwaffe

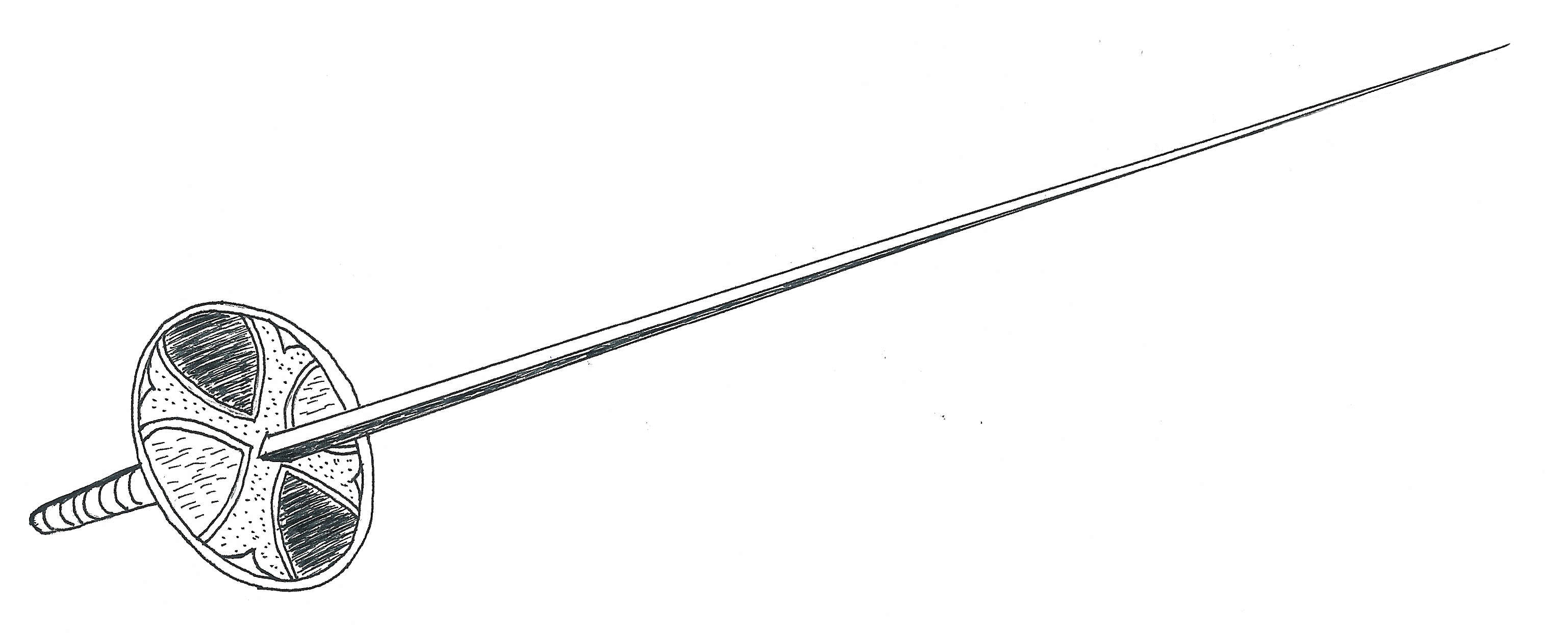
Pariser Stoßdegen, entstanden in Frankreich um 1750

Eine Stichwaffe ist eine Waffe, die spitz zuläuft und hauptsächlich dazu ausgelegt ist, in einen Körper einzustechen und dadurch einen Gegner zu verletzen oder zu erstechen. Sofern Metall für die Klinge eingesetzt wird, zählt sie zu den Blankwaffen. Sofern die Spitze oder Klinge auf einem, meist hölzernen, längeren Schaft aufsitzt, handelt es sich um Stangenwaffen.
Wie eine Hiebwaffe kann eine Stichwaffe auch eine Schneide haben. Die Übergänge zwischen den Hieb- und den Stichwaffen sind oft fließend, da beispielsweise ein Säbel sowohl zum Schlag gegen einen Gegner als auch zum Stechen eingesetzt werden kann. Selbst typische Stichwaffen, wie etwa das Bajonett, existieren in verschiedenen Ausführungen, die nicht selten auch den Einsatz als Hiebwaffe erlauben. Eine Hellebarde und viele andere Waffen verbinden sogar die verschiedenen Funktionen dadurch, dass sie aus mehreren Klingen zusammengesetzt sind.
Zu den Stichwaffen der älteren Zeit gehören der Speer, der Spieß (Pike), die Lanze, die Hellebarde, die Glefe, das Spetum, der Dreizack, der Vierzack, die Partisane (bis hierhin alles Stangenwaffen), der Dolch, das Messer und verschiedene Schwertformen. Stichwaffen der Neuzeit sind der Degen, das Florett, das Rapier, der Pariser, der Pallasch, das Bajonett, das Stilett und die bajonettförmigen Seitengewehre der Infanterie.
Der Schweizerdegen verschaffte um 1500 den eidgenössischen Soldaten taktische Vorteile gegen die Landsknechte des Königs Maximilian die mehrheitlich mit Hiebwaffen ausgerüstet waren.